# Grande Prémio Internacional Paredes Rota dos Móveis
Le Grande Prémio Internacional Paredes Rota dos Móveis est une course cycliste disputée au Portugal. Créé en 2003, il fait partie de l'UCI Europe Tour de 2006 à 2009, en catégorie 2.1. En 2010, l'épreuve devient une course nationale et quitte l'UCI Europe Tour.

## Palmarès
| Année     | Vainqueur           | Deuxième           | Troisième        |
| --------- | ------------------- | ------------------ | ---------------- |
| 2003      | Gustavo Domínguez   | Xavier de la Torre | Élio Norte Sousa |
| 2004-2005 | Non-disputé         |                    |                  |
| 2006      | Pedro Cardoso       | Tiago Machado      | Sergio Ribeiro   |
| 2007      | David Blanco        | Igor Antón         | Bruno Pires      |
| 2008      | Constantino Zaballa | Ángel Vicioso      | Ricardo Mestre   |
| 2009      | Cândido Barbosa     | David Herrero      | Nuno Ribeiro     |